# Schirgiswalde-Kirschau
Schirgiswalde-Kirschau är en stad (Kleinstadt) i Landkreis Bautzen i förbundslandet Sachsen i Tyskland. Staden har cirka 6 000 invånare.
Staden bildades 2011 genom ett sammangående av staden Schirgiswalde och kommunerna Kirschau och Crostau.